# ارنست پاگانو
ارنست اس. پاگانو (به انگلیسی: Ernest S. Pagano) فیلمنامه‌نویس آمریکایی بود.

## گزیدهٔ فیلم‌شناسی
- فروشنده تاماله
- مستأجرهای بیکار
- دزدان قصابی
- شبح طلا
- دوک ناگهان وارد می‌شود
- ماه عسل سه‌نفره
- اَلیوپ
- گیرایی و وسوسه هالیوود
- مهمان ناخوانده هالیوود
- یک شب آرام
- قهرمان پیشین
- شهبانوی هالیوود
- سه دختر هالیوودی
- زنان بریج‌باز
- روشنایی‌های هالیوود
- بخت هالیوودی
- به خنده‌ات ادامه بده
- کار هوشمندانه